# Indie Built
A Indie Built foi uma desenvolvedora americana de jogos eletrônicos com sede em Salt Lake City, Utah. Fundada em novembro de 1982 como Access Software por Bruce Carver e Chris Jones, a empresa desenvolveu as séries Beach Head, Links e Tex Murphy, bem como Raid over Moscow. A empresa foi adquirida pela Microsoft em abril de 1999, mudando de nome 2 vezes antes de ser adquirido pela Take-Two Interactive em outubro de 2004, recebendo o nome Indie Built. Em janeiro de 2005, se tornou parte do selo 2K da Take-Two. Após um fraco desempenho financeiro, a Indie Built foi encerrada em maio de 2006.
A TruGolf, uma empresa que desenvolve simuladores de golfe em recintos fechados, era anteriormente uma subsidiária da Access Software com base na tecnologia de exibição desenvolvida para os jogos da Links e se expandiu para sua própria empresa durante a aquisição da Microsoft. Após o fechamento pela Take-Two, muitos dos desenvolvedores do estúdio foram para o TruGolf. Separadamente, Jones fundou a Big Finish Games para continuar a série Tex Murphy.

## História

### Access Software (1982-1999)
Em 1982, Bruce Carver criou um programa sprite-editing chamado Spritemaster. Ele apresentou o produto a Steve Witzel, que operava a Computers Plus em Midvale, subúrbio de Salt Lake City. Witzel forneceu a Carver várias sugestões para melhorá-lo. Depois que Carver implementou essas alterações, começou a vendê-las sob o nome Access Software, escolhido por Carver, através da Computers Plus. Em novembro daquele ano, Carver, juntamente com Chris Jones , fundou a Access Software com um capital inicial de US$25.000. Nos primeiros dias, o Access Software sediava na residência de Carver.
Um dos principais produtos da Access foi a série de jogos-sprite de golfe baseados na empresa Links. Em 1984, enquanto havia outros jogos de golfe no mercado, a maioria tinha a visão de cima para baixo, enquanto Bruce Carver quis criar um jogo que mostrasse por trás do jogador de golfe. Com pouca habilidade artística entre sua equipe, os desenvolvedores montaram um pequeno estúdio, projetando imagens VHS quadro a quadro de Roger Carver's golf em uma folha transparente, traçando seu contorno para convertê-las em sprites dentro do sistema Commodore 64. Isso se tornou a base de Leader Board, o primeiro jogo considerado parte da série da Links e estabeleceria a visão por trás do jogador de golfe para a maioria dos outros jogos de simulação de golfe. Como a Access continuou a desenvolver os jogos da Links para computadores, eles fundaram a TruGolf, uma subsidiária desenvolvedora de simulação de golfe, sob supervisão de Roger Carver.

### Salt Lake Games Studio e Indie Games (1999–2003)
Em 19 de abril de 1999, a Access Software foi adquirida pela Microsoft para obter sua série de jogos de golfe. Com isso, o Access criou o Microsoft Golf como um dos primeiros jogos a serem executados no sistema Microsoft Windows com base no Links 386 Pro. De acordo com Steve Witzel, a Microsoft procurou adquirir o Access depois que o USA Today analisou o Microsoft Golf e o Links, e avaliou o último muito mais alto. A Microsoft desejava produzir uma série de jogos de golfe baseados na Links com o Access. Com a aquisição da Microsoft, os principais estúdios da Access permaneceram em Salt Lake City, e fez da empresa sua própria entidade.
Após a formação do Microsoft Game Studios, hoje Xbox Game Studios em 2000, a Microsoft renomeou o Access Software para Salt Lake Games Studio. Inicialmente desenvolvendo jogos para PC, o Salt Lake City Studio fez a transição para as versões Xbox do Links, bem como para os jogos esportivos Amped snowboard e Top Spin, após a lançamento do console em 2002.
Em 2003, a Microsoft renomeou o Salt Like Games Studio para Indie Games. Naquele ano, Carver deixou a empresa em busca de novos interesses, eventualmente fundando a Carver Homes, uma empresa de construção civil, em 2004.

### Indie Built (2004-2006)
Em 2004, a Microsoft optou por deixar o mercado de desenvolvimento de jogos esportivos devido ao impacto da EA Sports, usando sua força para produzir jogos esportivos para o console Xbox. No mesmo ano, a Microsoft havia demitido cerca de 76 funcionários da Microsoft Game Studios e, em agosto e setembro, vendeu a Indie Games para a Take-Two Interactive, que renomeou o estúdio para Indie Built. A Take-Two estava interessada em desafiar o domínio da EA Sports, e sua aquisição da Indie Built estava entre os US$80 milhões gastos em 2005 na aquisição de desenvolvedores. No início de 2005, a Take-Two Interactive estabeleceu o selo de publicação 2K, que passou a montar seus estúdios de desenvolvimento de jogos esportivos, incluindo o Indie Built.
Enquanto parte da Take-Two, a Indie Built criou series para Amped e Top Spin, mas não fizeram muito sucesso. O ano de Take-Two em 2006 foi ruim financeiramente, pois a empresa estava lidando com as investigações da Comissão de Segurança relacionadas a fatos anteriores e críticas ao mod Hot Coffee, como parte de Grand Theft Auto: San Andreas. O Indie Built foi fechado em maio de 2006 pela Take-Twocomo estratégia para superar o fraco ano fiscal de 2006.
Após o fechamento da Indie Built, a maioria dos funcionários fez a transição para o TruGolf, ajudando a melhorar as simulações de golfe. Além disso, Jones e Conners fundaram a Big Finish Games em 2007, onde planejavam continuar mais jogos narrativos, incluindo a expansão da série Tex Murphy.

## Jogos
| Ano  | Título                                   |
| ---- | ---------------------------------------- |
| 1983 | Neutral Zone                             |
| 1983 | Beach Head                               |
| 1984 | The Scrolls of Abadon                    |
| 1984 | Ollie's Follies                          |
| 1984 | Raid over Moscow                         |
| 1985 | Beach Head II: The Dictator Strikes Back |
| 1986 | Leader Board                             |
| 1986 | Leader Board: Executive Edition          |
| 1986 | 10th Frame                               |
| 1987 | Leaderboard Tournament                   |
| 1987 | World Class Leader Board                 |
| 1987 | Echelon                                  |
| 1988 | Heavy Metal                              |
| 1989 | Mean Streets                             |
| 1990 | Crime Wave                               |
| 1990 | Countdown                                |
| 1990 | Links: The Challenge of Golf             |
| 1991 | Martian Memorandum                       |
| 1992 | Amazon: Guardians of Eden                |
| 1992 | Links 386 Pro                            |
| 1992 | Microsoft Golf                           |
| 1993 | Microsoft Golf: Multimedia Edition       |
| 1994 | Under a Killing Moon                     |
| 1995 | Links 386 CD                             |
| 1995 | Microsoft Golf 2.0                       |
| 1996 | Links LS: Legends in Sports 1997 Edition |
| 1996 | The Pandora Directive                    |
| 1996 | Microsoft Golf 3.0                       |
| 1997 | Tex Murphy: Overseer                     |
| 1997 | Links LS 1998 Edition                    |
| 1998 | Links LS 1999                            |
| 1999 | Links Extreme                            |
| 1999 | Links LS 2000                            |
| 2001 | Links 2001                               |
| 2001 | Amped: Freestyle Snowboarding            |
| 2003 | Links 2004                               |
| 2003 | Inside Pitch 2003                        |
| 2003 | Amped 2                                  |
| 2003 | Top Spin                                 |
| 2005 | Amped 3                                  |
| 2006 | Top Spin 2                               |